# Maia Cadete
Eduardo Maia Cadete (Lisboa, 1942 - Lisboa, 1999) foi economista português, jornalista e um dos fundadores do PS.
Estudou na Alemanha, e desde os anos 60 que esteve envolvido na luta contra o regime. Em 1973 participou, em Aveiro, no 3.° Congresso da Oposição Democrática, e nesse mesmo ano foi um dos presentes em Bad Münstereifel na fundação do PS.
No pós-25 de Abril ocupou vários cargos de relevo na governação, e no início dos anos 80 foi para Macau, onde posteriormente esteve envolvido no Caso Melancia/Aeroporto de Macau.

## Livros
- A Política Económica do Governo Provisório. 1974, de Eduardo Maia Cadete
- L' agriculture et la pêche portugaises, Volume 2 of Recherche sur l'économie portugaise. 1977 Michael Noelke e Eduardo Maia Cadete
- Portugals Beitritt zur Europäischen Gemeinschaft: Probleme der europäischen Integration, 1982, de Gerhard Grohs, Eduardo Maia Cadete, Michael Noelke